# North Wilkesboro
North Wilkesboro est une ville américaine située dans le comté de Wilkes, en Caroline du Nord. Lors du recensement des États-Unis de 2010, sa population est de 4 245 habitants.
North Wilkesboro est le lieu de naissance de la chaîne de distribution Lowe's, qui continue d'y avoir une présence majeure. La ville est également connue comme l'un des lieux de naissance du Stock-car et le North Wilkesboro Speedway (en) a été la première piste sélectionnée par la NASCAR. En raison de la proximité de la ville avec les montagnes Blue Ridge et leurs nombreux sites touristiques, North Wilkesboro a été surnommée «Key to the Blue Ridge».

## Géographie
North Wilkesboro est située le long de la rivière Yadkin à l'embouchure de la rivière Reddies (en). North Wilkesboro est depuis longtemps connue sous le nom de "Key to the Blue Ridge" aux pieds des montagnes Brushy (en), près du parc d'état de Stone Mountain (en) et de la Blue Ridge Parkway.
Situé à quelques miles de là, le barrage et le réservoir de W. Kerr Scott offrent à ses visiteurs une nature vierge pour faire du VTT, de la navigation de plaisance, de la natation, du camping, du pique-nique, de la chasse et de la pêche sur ses rives de longues de 89 km.
La ville de North Wilkesboro est située au cœur du comté de Wilkes, en Caroline du Nord, dans le coin nord-ouest de l’État.

## Histoire
North Wilkesboro a été fondé en 1891 lorsque Norfolk et Southern Railroad ont construit une ligne de chemin de fer dans le comté de Wilkes. La ligne s'est terminée sur la rive nord de la rivière Yadkin, en face de Wilkesboro, le siège du comté. La ville de North Wilkesboro s'est alors rapidement développée autour des voies ferrées.
North Wilkesboro était le siège de la Carolina Mirror Company, qui pendant de nombreuses années était la plus grande usine de miroirs aux États-Unis. Bien que ce ne soit plus le cas, la ville reste proche de l'industrie grâce à Gardner Glass Products Inc. Lowe's Foods, l'une des plus grandes chaînes de supermarchés du Sud-Est, a débuté à North Wilkesboro en 1954. L'entrepôt Lowe's Home Improvement, le deuxième plus grand de la chaîne de magasins de mobilier, a été lancée à North Wilkesboro en 1946.
Comme beaucoup de petites villes de la Caroline du Nord, North Wilkesboro a souffert depuis 1990 de la fermeture de la quasi-totalité de ses usines de textile et de meubles, délocalisées en Amérique latine et en Asie. Ces usines ont longtemps été une partie importante de la base économique de la ville. North Wilkesboro continue d'héberger de grands bureaux d'entreprise dont Gardner Glass Products Inc., Window World et ECMD.
Le North Wilkesboro Speedway, situé juste à l'extérieur des limites de la ville, est antérieur à la fondation de la NASCAR. La première course s'y est déroulée le 18 mai 1947 et de là il a grandi en popularité. Le 16 octobre 1949, le Speedway a accueilli la 8e et dernière course de la NASCAR Strictly Stock Division. Robert "Red", Byron en est devenu le premier champion.
Sur le North Wilkesboro Speedway se sont tenues des courses de NASCAR pendant 50 ans. Le 29 septembre 1996, Jeff Gordon gagnait la dernière épreuve sur le speedway. En 1995, à la suite du décès du propriétaire et créateur Enoch Staley, la speedway a été achetée par deux nouveaux propriétaires, Bob Bahre et Bruton Smith. Peu de temps après leur achat, les deux hommes ont annoncé qu'ils la fermaient et changeaient les deux dates de course NASCAR sur leurs nouvelles pistes au Texas et au New Hampshire. La décision a rencontré de fortes critiques des fans de la course. Depuis 1996, plusieurs tentatives infructueuses ont été faites pour acheter et rouvrir la structure pour les courses.

## Démographie
| 1900 | 1910  | 1920  | 1930  | 1940  | 1950  |
| ---- | ----- | ----- | ----- | ----- | ----- |
| 918  | 1 902 | 2 363 | 3 668 | 4 478 | 4 379 |

| 1960  | 1970  | 1980  | 1990  | 2000  | 2010  |
| ----- | ----- | ----- | ----- | ----- | ----- |
| 4 197 | 3 357 | 3 275 | 3 384 | 4 116 | 4 245 |

## Personnalités nées dans la ville
- Oliver (en), chanteur.
- John Swofford (en), commissaire de l'Atlantic Coast Conference.
- Robert Byrd, sénateur.
- James B. Gordon (en), brigadier général de la Confederate States Army.
- Shirrel Rhoades (en), écrivain.

## Source
- (en) Cet article est partiellement ou en totalité issu de l’article de Wikipédia en anglais intitulé « North Wilkesboro, North Carolina » (voir la liste des auteurs).